# Santes

Santes este o comună în departamentul Nord, Franța. În 1 ianuarie 2022 avea o populație de 5.656 de locuitori.